# Cajaninae
La subtribu Cajaninae es una de las subdivisiones de la familia de plantas Fabaceae, que incluye a las legumbres. El género tipo es Cajanus Adans.

## Géneros
- Adenodolichos Harms
- Bolusafra Kuntze
- Cajanus Adans.
- Carrissoa Baker f.
- Chrysoscias E. Mey.
- Dunbaria Wight & Arn.
- Eriosema (DC.) Desv.
- Flemingia Roxb. ex W. T. Aiton
- Paracalyx Ali
- Rhynchosia Lour.